# Mesure nucléaire
La mesure nucléaire est une technique de mesure des rayonnements produits par des matériaux nucléaires ou des réactions nucléaires.
Ce type de mesures permet d'obtenir une information sur la nature des matériaux, non seulement au niveau de la composition chimique mais également au niveau de la composition isotopique d'un élément donné.
Les mesures nucléaires sont effectuées à l'aide d'outils regroupés sous le terme générique d'instrumentation nucléaire.

## Mesures passives
Les mesures dites passives regroupent les mesures qui ne nécessitent pas l'utilisation d'une action sur l'objet à étudier. Elles impliquent ainsi la détection de rayonnements provenant spontanément de l'objet sans excitation préalable de l'extérieur.
Ce type de mesures concerne principalement la caractérisation de matériaux qui émettent naturellement un rayonnement : éléments radioactifs, que ces éléments soient naturels ou bien issus de l'activité industrielle.
Les principaux rayonnements détectables sont les neutrons et les photons gamma ou X.
Les photons gamma (ou X) ont pour origine la décroissance radioactive de noyaux (radioactivité naturelle ou induite). Les neutrons, eux, ont pour origine la fission spontanée de matériaux fissiles.

### Comptage neutron
Les mesures de comptage neutron sont relativement simples. Elles consistent à évaluer le nombre de neutrons provenant de l'échantillon étudié, quelle que soit leur énergie. Leur but est de mettre en évidence la présence d'un élément produisant une fission spontanée, et surtout une quantité anormale de cet élément, vis-à-vis de ce qui devrait être mesuré sans sa présence.

### Comptage gamma
De la même manière que pour les neutrons, un comptage des photons gamma peut être effectué de manière à détecter la présence anormale d'un élément émetteur gamma. Le comptage gamma ne permet pas d'identifier spécifiquement la nature de l'élément radioactif.

### Spectrométrie Gamma
La spectrométrie gamma est une mesure de comptage plus précise car permettant de classer le nombre de photons gamma en fonction de leur énergie (spectre en énergie). De cette façon, la nature de l'élément qui est à l'origine du gamma peut être déterminée.
La spectrométrie gamma peut ainsi mener à la détermination précise de la quantité des différents éléments radioactifs mesurés, via des calculs prenant en compte tous les effets subis par les photons gamma entre leur émission dans l'objet étudié et le détecteur utilisé, ainsi qu'au sein même du détecteur.

## Mesures actives
Les mesures dites actives, a contrario des mesures passives, utilisent un moyen pour induire l'émission de rayonnement qui sera ensuite détecté pour caractériser l'objet étudié.
Les mesures actives, bien qu'utilisant un rayonnement sur l'objet inspecté, restent des mesures non destructives, l'intégrité physique de l'objet n'étant pas altérée par le processus de mesure.
Ces mesures nucléaires actives sont décrites d'une part par le type de rayonnement entrant et d'autre part par le rayonnement émis qui sera détecté.
Le rayonnement sonde utilisé le plus généralement est de deux types : neutrons et photons (rayonnement gamma ou rayons X)

### Interrogation neutronique active (INA)
L'interrogation avec des neutrons peut permettre de caractériser plusieurs types de matériaux : des matériaux ordinaires (caractérisation chimique) et des matériaux nucléaires (caractérisation isotopique).

#### Activation neutronique par diffusions inélastiques
La diffusion inélastique est un processus dans lequel un neutron incident va interagir avec un noyau d'atome en modifiant son énergie cinétique et sa quantité de mouvement, donc sa direction. Le noyau d'atome est lui aussi mis en mouvement avec une certaine énergie cinétique et une vitesse donnée, dépendant de son angle de déviation.
En outre, dans une interaction de diffusion inélastique, la totalité de l'énergie cinétique n'est pas conservée : une partie de l'énergie cinétique du neutron incident est transformée en énergie d'excitation du noyau cible. Ce dernier se trouve alors dans un état d'excitation et devient radioactif pour une durée qui peut varier d'un temps très court (quelques picosecondes) à une durée plus longue (quelques microsecondes).
Le noyau se désexcite par l'émission d'un rayonnement gamma qui est caractéristique de l'élément considéré.
Cette technique est utilisée pour mettre en évidence la présence d'éléments chimiques dans un matériau (analyses stœchiométriques). La quantité de photons gamma d'une certaine énergie (raie) qui est émise est proportionnelle à la quantité de l'élément recherché, ainsi qu'au nombre de neutrons interagissant dans le milieu inspecté.
La mesure de distributions stœchiométriques nécessitent ainsi de connaître avec le plus de précision possible de nombreux paramètres : 
- le flux de neutrons utilisé ;
- leur distribution en énergie (spectre neutronique) ;
- les effets d'atténuation du flux de neutrons et de modification du spectre neutronique dans la matière ;
- les sections efficaces d'interaction neutron-matière ;
- les caractéristiques nucléaires des éléments recherchés (raies gamma, probabilités d'émission, ...) ;
- les effets d'atténuation des photons gamma émis au sein du matériau inspecté ;
- les interactions des photons gamma au sein du détecteur utilisé.

Les raies gamma caractéristiques qui sont le plus facilement exploitables sont principalement des raies à haute énergie. Pour produire une raie gamma de 6 MeV, les neutrons incidents devront ainsi avoir une énergie d'un minimum de 6 MeV.
Les sources de neutrons de haute énergie sont rares. La technique massivement utilisée pour produire des neutrons de haute énergie recourt à l'utilisation de générateurs électriques qui produisent une accélération d'ions deutérium sur une cible de tritium pour engendrer une réaction de fusion nucléaire (d, T) et l'émission de neutrons de 14,1 MeV. Le fabricant français EADS Sodern est un des quelques spécialistes de ce type de générateurs de neutrons dans le monde.
Les détecteurs de rayonnement gamma utilisés sont exactement les mêmes que ceux utilisés en spectrométrie gamma passive : semi-conducteurs pour obtenir une haute résolution en énergie ou scintillateurs pour privilégier le rendement de détection au détriment de la résolution en énergie.

#### Activation neutronique par captures radiatives
La méthode d'activation neutronique peut également être fondée sur une réaction dans laquelle le neutron incident sera absorbé par le noyau de l'atome cible. Dans ce cas, le noyau se transforme en un isotope différent (ayant un neutron supplémentaire) qui émettra un photon gamma d'énergie caractéristique au moment de la capture. Ce type de réaction est appelé capture radiative.
Les sections efficaces des réactions de capture radiative sont maximales lorsque l'énergie des neutrons incidents est minimale. C'est ainsi à l'aide de neutrons thermiques qu'est effectué ce type d'examen.
L'application de cette méthode requiert ainsi la nécessité de thermaliser les neutrons qui sont produits par un générateur de neutrons ou une source isotopique. 
Cette thermalisation peut être contrôlée spécifiquement en utilisant des écrans hydrogénés ou bien peut être exploitée par le ralentissement naturel prenant place dans le volume de l'objet inspecté (surtout lorsqu'il contient une forte quantité de matériaux hydrogénés).

#### Fissions induites (n,f)
L'examen de matériaux qui possèdent certaines caractéristiques physiques comme par exemple la possibilité de fissionner sous l'impact de neutrons est exploitable en contrôlant parfaitement les paramètres associés au rayonnement neutronique incident.
La fission d'éléments fissiles peut être utilisée pour la mise en évidence de la présence de ces éléments au sein d'un mélange hétérogène, mais également à des fins de quantification de matière. Par exemple, évaluer le plus précisément possible la quantité d'uranium 235 (élément fissile) par rapport à la quantité d'uranium 238 (élément non fissile) présente au sein d'un combustible nucléaire à uranium enrichi.

### Interrogation photonique active (IPA)
L'interrogation avec des photons peut également permettre de caractériser des matériaux ordinaires comme des matériaux nucléaires.

#### Radiographie et radioscopie
Absorptiométrie, densitométrie, tomographie

## Applications industrielles
Les applications industrielles des mesures nucléaires sont nombreuses.

### Contrôles non destructifs par neutronographie

#### Installations en France
- Osiris (nucléaire)
- Isis (nucléaire)
- Orphée (nucléaire)

### Analyses géologiques (Diagraphie)
Recherche pétrolière
Analyse de sous-sols
Recherche de zones aquifères

### Médecine nucléaire
Radiographie
Scanner et Tomographie
Tomographie par émission de positons (TEP)
Imagerie fonctionnelle et imagerie moléculaire
Scintigraphie
Radiothérapie
Brachythérapie
Protonthérapie
Neutronthérapie
Alpha immunothérapie